# Texas Open
Die Texas Open sind ein jährlich stattfindendes Squashturnier für Damen. Es findet in abwechselnd in Houston und Dallas statt, aber auch schon zweimal in  Plano. Es ist Teil der PSA World Tour der Damen.
Es wurde erstmals 2002 ausgetragen. 2019 gehörte es zur Kategorie PSA World Tour Bronze mit einem Preisgeld von 55.000 US-Dollar. Amanda Sobhy ist mit drei Titelgewinnen Rekordsiegerin.

## Sieger
| Jahr | Siegerin          | Finalgegnerin           | Ergebnis                     |
| ---- | ----------------- | ----------------------- | ---------------------------- |
| 2019 | Amanda Sobhy      | Victoria Lust           | 11:4, 11:2, 11:5             |
| 2018 | Amanda Sobhy      | Reeham Sedky            | 11:8, 10:12, 11:6, 11:9      |
| 2017 | Annie Au          | Donna Urquhart          | 11:6, 7:11, 11:5, 5:11, 11:8 |
| 2016 | nicht ausgetragen | nicht ausgetragen       | nicht ausgetragen            |
| 2015 | Amanda Sobhy      | Nour El Tayeb           | 11:7, 8:11, 11:8, 11:4       |
| 2014 | Nour El Sherbini  | Dipika Pallikal         | 11:7, 5:11, 11:7, 11:8       |
| 2013 | Madeline Perry    | Natalie Grinham         | 9:11, 11:8, 8:11, 11:5, 11:6 |
| 2012 | Camille Serme     | Joelle King             | 11:5, 9:11, 11:8, 11:9       |
| 2011 | Rachael Grinham   | Kasey Brown             | 11:5, 10:12, 12:10, 11:7     |
| 2010 | Joelle King       | Rachael Grinham         | 11:8, 6:11, 11:8, 11:9       |
| 2009 | Nicol David       | Natalie Grainger        | 7:11, 12:10, 11:5, 11:6      |
| 2008 | Natalie Grainger  | Laura Lengthorn-Massaro | 9:2, 9:5, 9:6                |
| 2007 | Natalie Grainger  | Rebecca Chiu            | 9:0, 9:1, 9:4                |
| 2006 | Vicky Botwright   | Engy Kheirallah         | 9:5, 9:3, 9:2                |
| 2005 | Vanessa Atkinson  | Rachael Grinham         | 9:10, 0:9, 9:4, 9:3, 9:2     |
| 2004 | Rachael Grinham   | Cassie Jackman          | 9:5, 9:5, 9:5                |
| 2003 | Carol Owens       | Natalie Pohrer          | 9:10, 9:1, 9:4, 9:1          |
| 2002 | Carol Owens       | Cassie Campion          | 8:10, 9:4, 6:9, 9:4, 9:3     |